# Sebastião Miranda da Silva Filho
Sebastião Miranda da Silva Filho, detto Mirandinha (Bebedouro, 26 febbraio 1952), è un ex calciatore brasiliano, di ruolo attaccante.

## Caratteristiche tecniche
Giocava come attaccante, ricoprendo il ruolo di centravanti. Le sue caratteristiche principali erano l'agonismo e la velocità (agli esordi era in grado di percorrere i 50 metri in 5,2 secondi).

## Carriera

### Club
Iniziò la sua carriera nel 1968 con la maglia dell'América di São José do Rio Preto, dalla quale venne prelevato dal Corinthians nel 1970. Nonostante l'alto numero di reti sbagliate, comunque rimpinguato da una simile cifra di gol segnati, fece parte stabilmente della squadra, fino a quando fu acquistato dal San Paolo nel 1973, dopo 50 gol in 162 partite con il club di Parque São Jorge. Con il denaro ricavato dal trasferimento, si comprò una casa nelle vicinanze dell'aeroporto di Congonhas. Nel San Paolo visse il suo miglior periodo. Appena arrivato al Morumbi, infatti, segnò dodici reti in 20 partite nel Terceiro Campeonato Nacional de Clubes, che gli valsero la Bola de Prata della rivista Placar per il suo ruolo e l'inclusione nella lista dei convocati per il campionato del mondo 1974.
Il 24 novembre 1974 il San Paolo affrontò l'América all'estádio Mário Mendonça. Mirandinha aprì le marcature all'ottavo minuto del secondo tempo, e pochi minuti dopo, in seguito a un contrasto con il difensore Baldini — anche lo stesso Mirandinha non lesinava duri interventi in campo — si infortunò gravemente, in un'azione immortalata da Domício Pinheiro. Subito rilevato da Serginho Chulapa, il sostituto segnò una doppietta, fissando il risultato finale sul 3 a 0. Di fatto Serginho diede inizio alla carriera che lo avrebbe portato a diventare il miglior marcatore nella storia della società con 243 reti.
L'infortunio fu tanto grave da costringerlo a portare a lungo il gesso, togliendoselo solo il 25 maggio 1977, dopo aver considerato anche, su consiglio dei medici, il ritiro dal calcio. In tutto subì sette operazioni chirurgiche. Nonostante fosse rimasto fuori dal campo da gioco per più di tre anni, il San Paolo non smise di pagargli lo stipendio per tutto il periodo. Una volta rimossa l'ingessatura, lavorò alacremente per tornare in forma, insieme al terzino Osmar.
Tornò dunque a giocare 1.109 giorni dopo l'infortunio, il 7 dicembre 1977, nella seconda fase del campionato nazionale contro il Brasília al Pacaembu, dopo aver sfiorato il rientro durante l'incontro con il Santa Cruz. Mirandinha subentrò a Serginho, autore di due reti nel primo tempo, all'intervallo.
Dimagrito notevolmente rispetto al periodo subito successivo alla rimozione del gesso,, entrò nel secondo tempo in quattro partite seguenti, giocando da titolare per la prima volta il 15 febbraio 1978 contro lo Sport, a causa della squalifica di Serginho Chulapa, che venne poi allungata; Mirandinha sostenne che, dato che Serginho lo aveva sostituito nella miglior fase della sua carriera, era giusto che accadesse il contrario. Andato in doppio svantaggio, il San Paolo pareggiò prima della fine del primo tempo, empatou a partida ainda no primeiro tempo, con Mirandinha che propiziò l'azione della rete realizzata da Zé Sérgio su assist di Zequinha. L'attaccante esultò come se avesse segnato, e poco dopo realizzò anche una rete, 1.179 giorni dopo l'ultima marcatura, con un tiro di sinistro su assist di Neca. Sebbene fosse stanco nella parte finale del match, Mirandinha rimase in campo fino alla fine.
Il ritorno di Serginho non escluse Mirandinha dai titolari, che venne mantenuto da Rubens Minelli a lato dello stesso Serginho e di Zé Sérgio. Le fasi successive del campionato lo videro continuare ad apparire nell'undici iniziale, sebbene le sue prestazioni non fossero molto positive. Il San Paolo vinse dunque il titolo nazionale contro l'Atlético-MG ai rigori al Mineirão, con una buona prestazione di Mirandinha.
Segnò poi altre reti nel Campeonato Paulista e nella Coppa Libertadores 1978, ma venne rimpiazzato dal giovane emergente Mílton Cruz. Dopo 93 partite e 43 reti con il San Paolo, passò al Tampa Bay Rowdies, nella North American Soccer League statunitense, poi in Messico con il Tigres, e concluse la carriera in patria giocando per varie società minori.

### Nazionale
Giocò da titolare le amichevoli di preparazione a Germania Ovest 1974 contro Messico e Cecoslovacchia, e sostituendo Leivinha in quella contro la Bulgaria; venne convocato poi per il Mondiale, rimpazzando Clodoaldo. Giocò come ala destra, ruolo a cui non era abituato. Dopo sette partite e nessuna rete marcata, a manifestazione conclusa non venne più richiamato in Nazionale.

## Palmarès

### Giocatore

#### Club
- Campionato paulista: 1

San Paolo: 1975
- Campionato brasiliano: 3

San Paolo: 1977

#### Individuale
- Bola de Prata: 1

1973